# Augusto Fraga
 (juin 2024).
Dans les années 1930, Fraga Augusto exerce les métiers de journaliste, de critique et d'illustrateur cinématographique. Il assume également le rôle de directeur de la revue Cinéfilo de 1938 à 1939 et participe à la fondation d'Animatographe et de World Graphic . Au cours de la décennie suivante, il devient rédacteur en chef de The Century jusqu'à sa fermeture ainsi que du supplément Success from the Lisbon Agenda[réf. nécessaire].</link>.
Fraga est un critique qui se montre particulièrement hostile envers les tentatives de propagande de l'Allemagne nazie envers l'Italie neutre pendant la Seconde Guerre mondiale Cette focalisation est particulièrement dirigée vers la critique du montage de films qui ont été réalisés de manière peu crédible, à tel point qu'un simple amateur de cinéma pourrait aisément repérer les modifications.
Entre 1948 et 1949, Fraga réalise des courts métrages en Espagne en plus d'être scénariste. Il déplacera ces métiers vers la radio dans les années 1950. Ses deux films les plus réussis sont O Tarzan do 5º Esquerdo et Sangue Toureiro , .

## Filmographie
- Traição Inverosímil - 1970
- Comme Ilhas do Meio do Mundo (Documentaire) - 1966
- Une Voz do Sangue - 1965
- Vinte E Nove Irmãos - 1964
- ABC a Preto E Branco (Court documentaire) - 1964
- Uma Hora de Amor - 1962
- Un jour de vie - 1961
- Angola (Documentaire) - 1961
- Race - 1961
- Terra Ardente (Documentaire) - 1960
- Terra Mãe (Documentaire) - 1960
- Le Passarinho de Ribeira - 1958
- Prisões de Vidro (Documentaire) - 1958
- Le Tarzan du 5º Esquerdo - 1958
- Sangue Toureiro - 1958
- Paysage Atlantique (Documentaire) - 1947
- Fado do Emigrante (Documentaire) - 1940